# Saint-Augustin-des-Bois
 Saint-Augustin-des-Bois  es una comuna y población de Francia, en la región de Países del Loira, departamento de Maine y Loira, en el distrito de Angers y cantón de Le Louroux-Béconnais.
Su población en el censo de 1999 era de 826 habitantes.
Está integrada en la Communauté de communes Ouest Anjou .

## Demografía
| 631 | 557 | 522 | 718 | 776 | 826 |
| Para los censos de 1962 a 1999 la población legal corresponde a la población sin duplicidades (Fuente: INSEE [Consultar]) |     |     |     |     |     |